# توماس كولينز (سياسي)
توماس كولينز (بالإنجليزية: Thomas Collins)‏ هو مسير أعمال وسياسي أسترالي، ولد في 6 أبريل 1884 في أستراليا، وتوفي في 15 أبريل 1945 في يونغ في أستراليا. حزبياً، نشط في الحزب الوطني الأسترالي. وقد انتخب عضو مجلس النواب الأسترالي عن دائرة Division of Hume ‏ (9 ديسمبر 1931 – 21 أغسطس 1943).